# Devalapur, Sampgaon
Devalapur là một làng thuộc tehsil Sampgaon, huyện Belgaum, bang Karnataka, Ấn Độ.